# Fashion Nugget
Fashion Nugget är ett musikalbum från 1996 av den amerikanska rockgruppen Cake.

## Låtlista
Samtliga låtar skrivna av John McCrea, om annat inte anges.
1. "Frank Sinatra" - 4:01
2. "The Distance" (Greg Brown) - 3:01
3. "Friend Is a Four Letter Word" - 3:22
4. "Open Book" - 3:45
5. "Daria" - 3:45
6. "Race Car Ya-Yas" (Greg Brown/Victor Damiani/Vincent di Fiore/John McCrea/Todd Roper) - 1:21
7. "I Will Survive" (Dino Fekaris/Freddie Perren) - 5:11
8. "Stickshifts and Safetybelts" - 2:09
9. "Perhaps, Perhaps, Perhaps" (Joe Davis/Osvaldo Farrés) - 2:24
10. "It's Coming Down" - 3:44
11. "Nugget" (Greg Brown/Victor Damiani/Vincent di Fiore/John McCrea/Todd Roper) - 3:58
12. "She'll Come Back to Me" - 2:25
13. "Italian Leather Sofa" - 5:52
14. "Sad Songs and Waltzes" (Willie Nelson) - 3:16